# Reykjavíki Tengerészeti Múzeum
A Reykjavíki Tengerészeti Múzeum (korábban Víkin Tengerészeti Múzeum, hivatalos angol nevén Reykjavík Maritime Museum) Reykjavík régi kikötőjében található, a kis Víkin öbölben, amiről a régebbi nevét kapta. Épülete 1947-től korszerű halfagyasztó üzem volt a kilencvenes évekig, majd üresen állt, mielőtt átalakították volna a múzeum céljaira. Állandó kiállításai az izlandi halászat és a hajózás történetével foglalkoznak. Az egyik fő attrakció az épület közvetlen közelében horgonyzó Óðinn partvédő hajó, amit 2008-ban vontak ki a szolgálatból és azóta a múzeum részeként látogatható. A múzeum létrehozásáról 2005-ben született döntés, és 2008-ban nyitotta meg kapuit. Az állandó témák mellett rendszeresen időszakos kiállításokat is rendeznek benne.

## Kiállítások
Az állandó kiállítások egyike az izlandi hajózás egészének történetét dolgozza fel. Nagy hangsúlyt helyez arra, hogy a hajózás ezen az északi tájon állandó életveszélyekkel járt, különösen a korábbi századokban. Az egyik falon megörökítették az 1900 és 1999 közötti évek összes ismert, a tengerbe veszett áldozatának nevét, 3445 személyét. A 20. század első évtizedeiben mindig 500 fölött volt az áldozatok száma, később ez a szám lassan csökkent, de még az utolsó évtizedben, 1990 és 1999 között is 62 életet követelt a tenger az izlandi hajózástól.
Az izlandi halászattal foglalkozó állandó kiállítás ennek az ország számára kulcsfontosságú gazdasági ágazatnak az 1900-as századforduló körüli állapotát mutatja be. Az egyik központi kiállítási tárgy az 1907-ben épült négy személyes Farsæll halászcsónak, ami még a 20. század elején is az izlandi halászok tipikus munkaeszköze volt. Ezt a hajót a Vestmannaeyjar szigeteken építették, de később az izlandi szárazföldről, Landeyjar vidékéről szálltak vele tengerre. Ilyen típusú csónakokat használtak a főváros környékének partvidékét is magába foglaló Faxaflói nagy tengeröblében is, és általában horoggal halászták belőlük a tőkehalat.
A kiállításon megtekinthető a későbbi gyors fejlődés eredményeképpen munkába állított első korszerű, vonóhálós halászhajók egyike, a Skúli Magnússonról elnevezett, az 1920-ban Angliában készült Skuli fogeti (magyarul Skuli bíró) halászhajó modellje is. 
A múzeum bemutatja a 20. század második felében Nagy-Britannia és Izland között kialakult hosszú halászati konfliktusok, a tőkehal-háborúk történetét is.

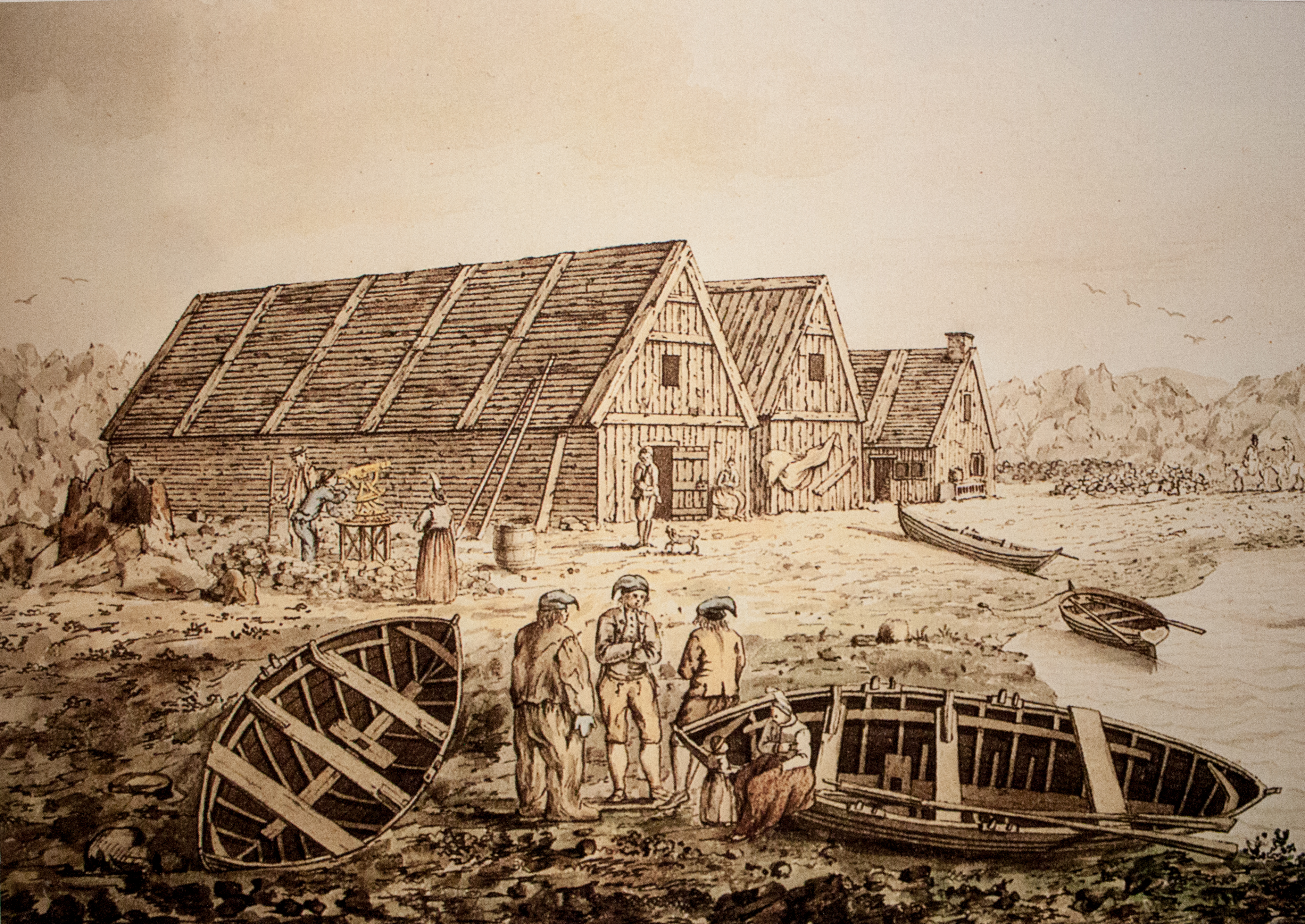
Az izlandi halászhajók első hiteles ábrázolása egy 1772-es rajzon
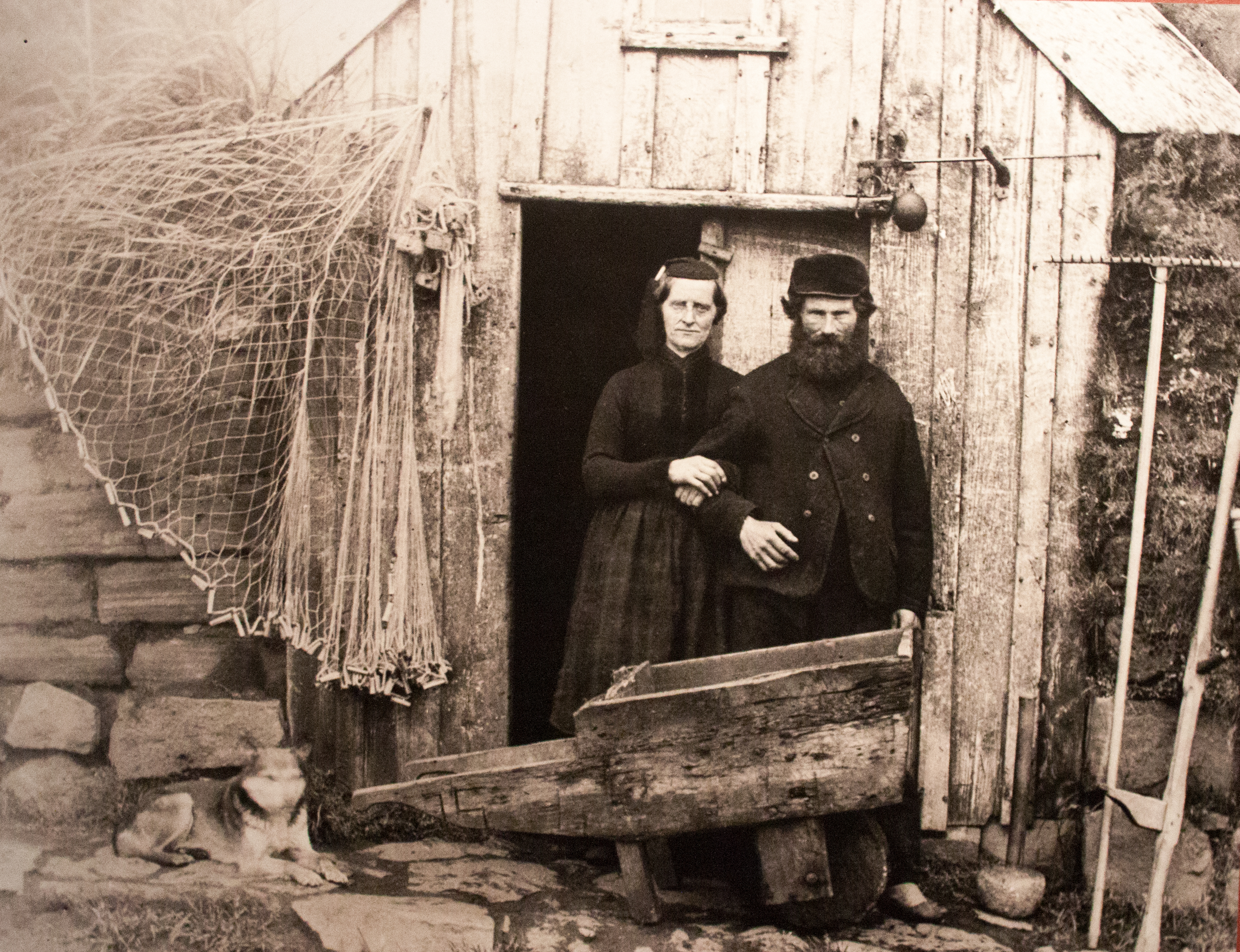
Halász házaspár a házuk előtt, 1890
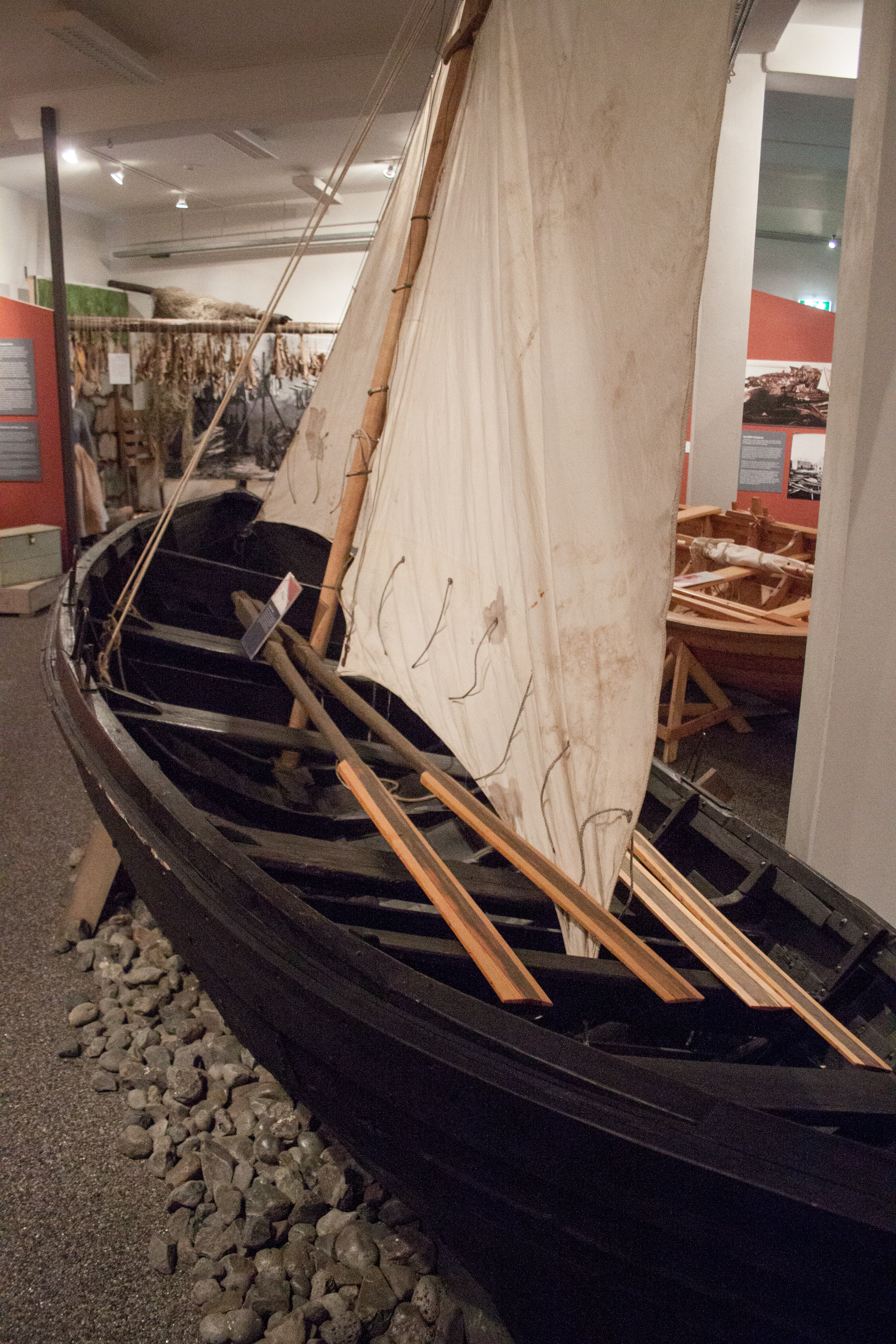
1907-ben épült tipikus izlandi halászcsónak, a Farsæll
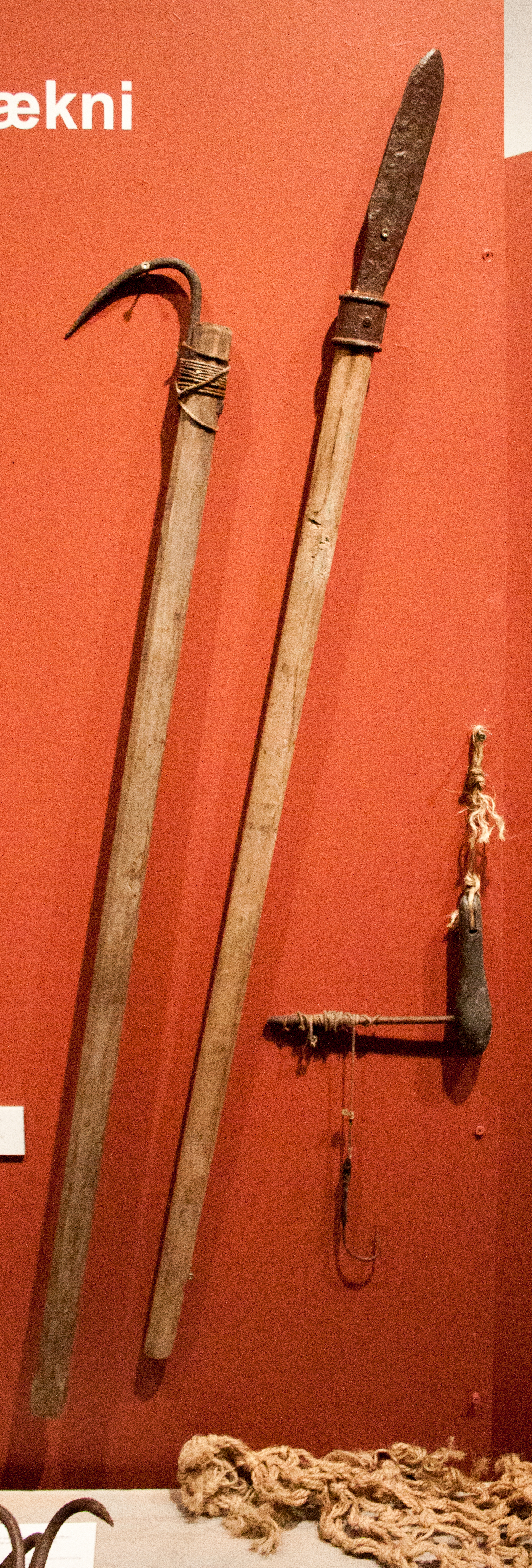
Izlandi halászeszközök
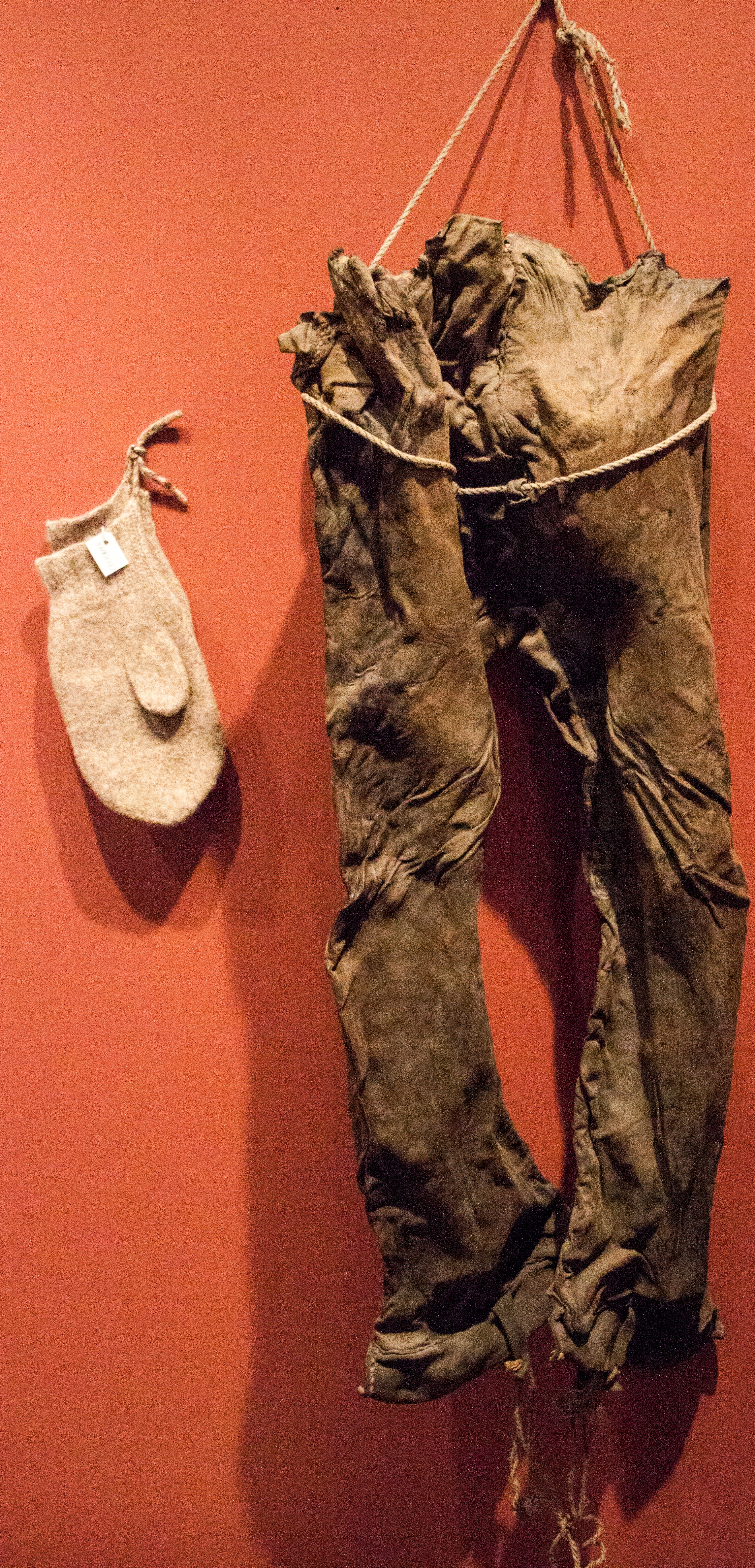
A halászok bőrnadrágja, gyapjúkesztyűje
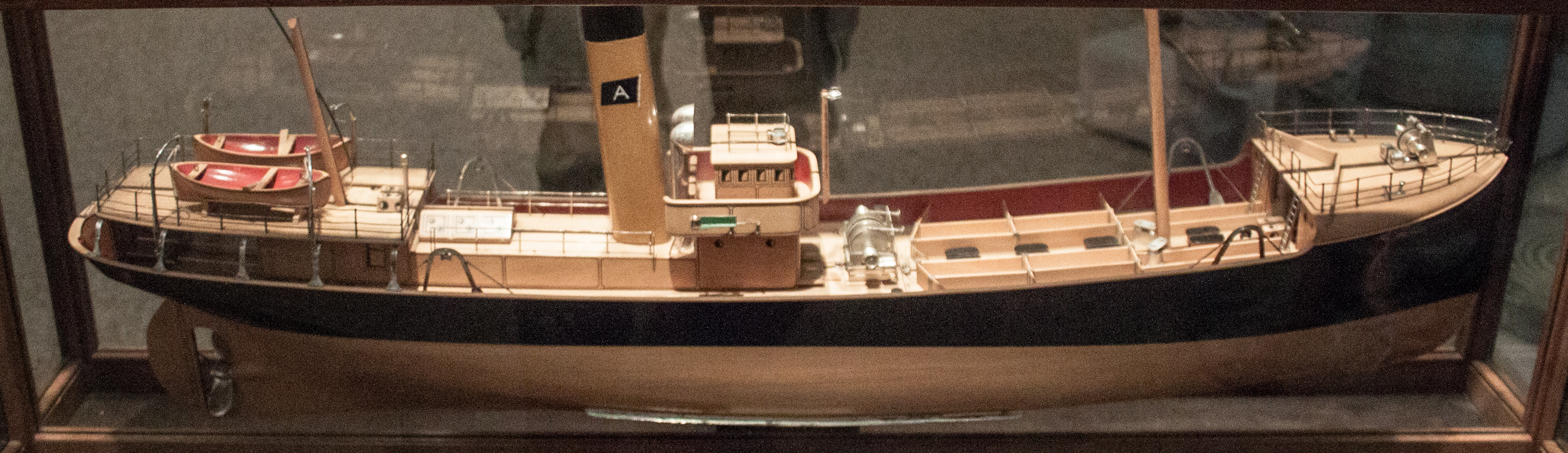
A Skuli fogeti halászhajó makettje, 1920
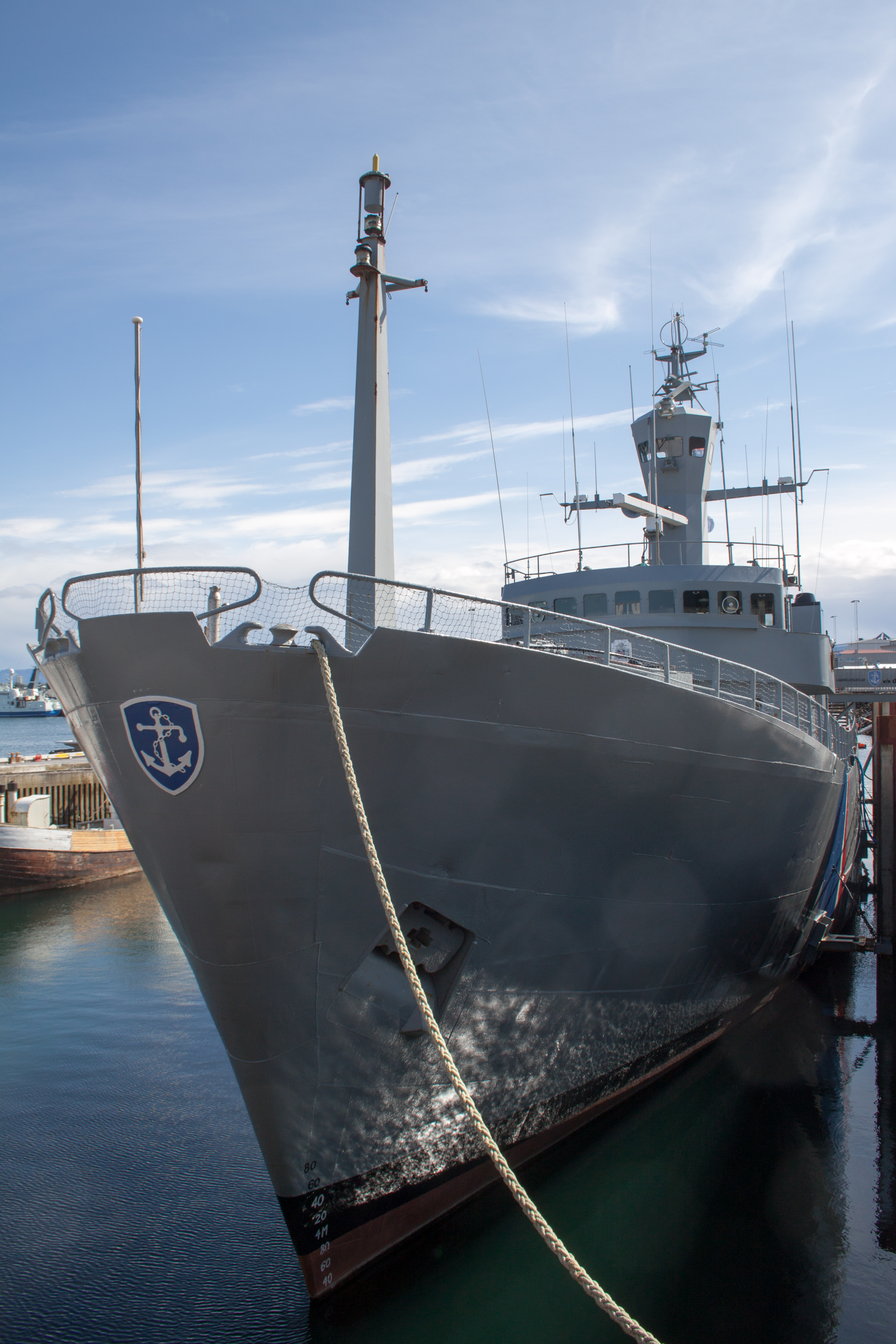
Az Óðinn partvédő hajó a múzeumban